# Triókhretxie (Amur)
|  | Per a altres significats, vegeu «Triókhretxie». |

Triókhretxie (en rus: Трёхречье) és un poble de l'óblast de l'Amur, a Rússia, que el 2018 tenia 32 habitants, pertany al districte de Bureiski.